# 職業訓練指導員 (木工科)
職業訓練指導員 (木工科)（しょくぎょうくんれんしどういん もっこうか）は、職業訓練指導員免許のうちの1つ。厚生労働省管轄。

## 受験資格
職業訓練指導員免許の受験資格と試験免除を参照。
製材のこ目立て技能士、木工機械整備技能士、家具製作技能士、建具製作技能士、機械木工技能士の保有者など。

## 試験科目

### 学科試験
1. 指導方法（職業訓練原理、教科指導法、訓練生の心理、生活指導及び職業訓練関係法規）
2. 関連学科
  1. 系基礎学科
    1. 製図（現図画法　読図法）
    2. 木材加工法（木材乾燥法　木材加工用機械　木材加工法）
    3. 安全衛生（安全管理　衛生管理）

  2. 専攻学科
    1. 工作法（木工品　工作法　組立法　仕上法　加飾法　木工用機械　仕様及び積算）
    2. 塗装法（塗装機器　塗装法）
    3. 材料（木工用材料　接着剤　仕上用材料）

### 実技試験
1. 木工品製作